# María Xosé Queizán Vilas
María Xosé Queizán Vilas   (San Xulián de Vigo, 5 de febrer de 1939), és una mestra jubilada de Llengua i Literatura gallega, escriptora i editora gallega, i una figura rellevant del moviment feminista.

## Trajectòria

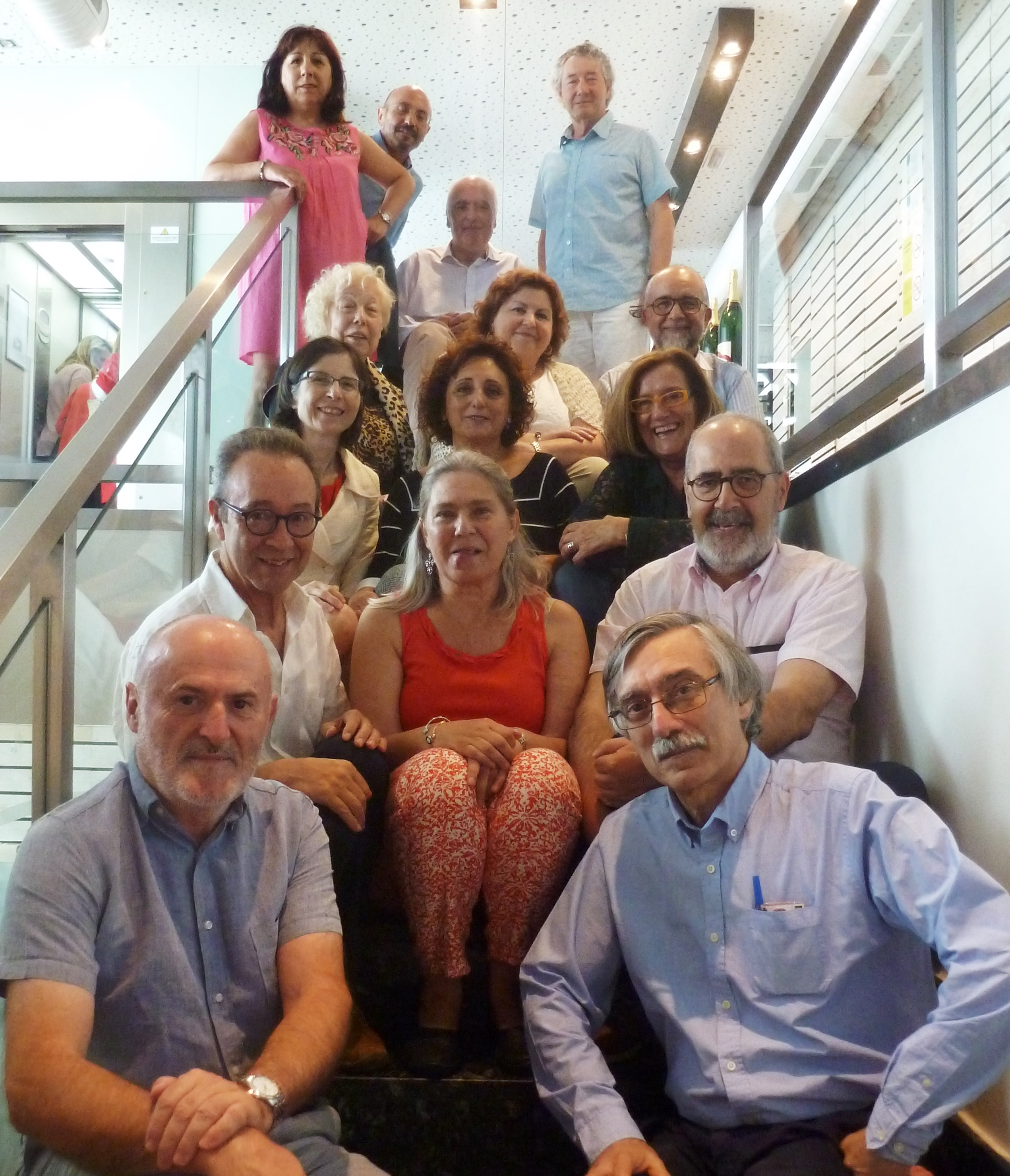
Parte dels integrantes de la 1ª promoció de Filologia Gallego-Portuguesa de la Universitat de Santiago de Compostela.

Va començar la carrera de Filologia Hispànica al Col·legi Universitari de Vigo i va especialitzar-se en l'antiga secció de filologia gallego-portuguesa, a la Facultat de Filologia de Santiago de Compostel·la. Va ser part de la lleva dels primers llicenciats en galaicoportuguès (1978), molt vinculada a la figura de Ricardo Carvalho Calero. Va treballar com a mestra de Llengua i Literatura Gallega als instituts de Vigo.
Va començar la seva carrera com a escriptora a l'adolescència, escrivint articles per al diari El Pueblo Gallego, a Vigo. En la dècada dels cinquanta va participar en obres de teatre, creant el 1959 el Teatro de Arte y Ensayo de la Asociación de la Prensa de Vigo, i dirigint entre 1967 i 1968 el Teatro Popular Galego. Va exercir càrrecs en diverses organitzacions, com ara directora de l'associació feminista Feministas Independentes Galegas, directora de la galeria d'art Roizara, vicepresidenta del Consell Municipal de Dones del consistori de Vigo i directora i organitzadora de la 1a trobada de Dones Poetes Peninsulars i de les Illes (1996). Va crear la revista Festa da Palabra Silenciada, feta només per dones, que va coordinar i dirigir entre 1983 i 2013.
La seva tasca com a escriptora és diversa, doncs ha publicat en tots els gèneres: novel·la, conte, assaig, teatre i poesia; i també és traductora. Els seus assajos feministes tracten temes tan controvertits com la colonització sexual de la dona (la pràctica sexual on l'home no es preocupa de que la dona arribi a l'orgasme), el qüestionament de la maternitat biològica (on les dones són reconegudes per la gestació i la criança domèstica, mentre els homes ho són per l'aspecte social de la paternitat) i la reflexió sobre l'escriptura no androcèntrica. L'autora també s'ha manifestat sobre el nacionalisme gallec tradicional, al que titlla de reaccionari i de voler perpetuar el patriarcat en la societat gallega.
Queizán també s'ha dedicat a les arts plàstiques,  una de les seves facetes menys coneguda, i va protagonitzar una exposició a Vigo l'any 2020.

### Vida personal
Filla de l'advocat José Queizán Hermida i Concepción Vilas García. No va arribar a conèixer el pare, doncs va morir durant al front, durant la Guerra Civil. La mare va contraure matrimoni de nou, i la família va residir a Càceres i Xixon abans de tornar a Vigo. El 1962 es va casar amb l'escriptor Xosé Luís Méndez Ferrín, i van tenir una filla i un fill, Cristal (1964) i Roi (1968). Es van separar el 1974 i el matrimoni va ser anul·lat el 1989.

## Obra literària
A principis dels seixanta es va traslladar a París, on va conèixer la nova literatura francesa, que l'ajudarà a escriure la seva primera novel·la, A orella no buraco (1965). Va trigar més d'una dècada en tornar a publicar: el 1977 s'edita l'assaig A muller en Galicia, al qual seguiria l'any 1980 Recuperemos as mans i, el 1998, Misoxinia e racismo na poesía de Pondal. El 1989 va publicar una obra de teatre, Antigona ou a forza do sangue, amb la qual va ser finalista del Premi Álvaro Cunqueiro. Una altra obra de teatre, Non convén chorar máis, queda inèdita. El 1991 va aparèixer el seu primer poemari, Metáfora da metáfora, seguit de Despertar das amantes el 1993 i Fóra de min el 1994. Com a traductora, ha adaptat obres de Marguerite Yourcenar, Karen Blixen, Emilia Pardo Bazán i Charlotte Perkins Gilman. La tardor de 2018 va publicar el llibre de memòries Vivir a galope.

## Premis i reconeixements

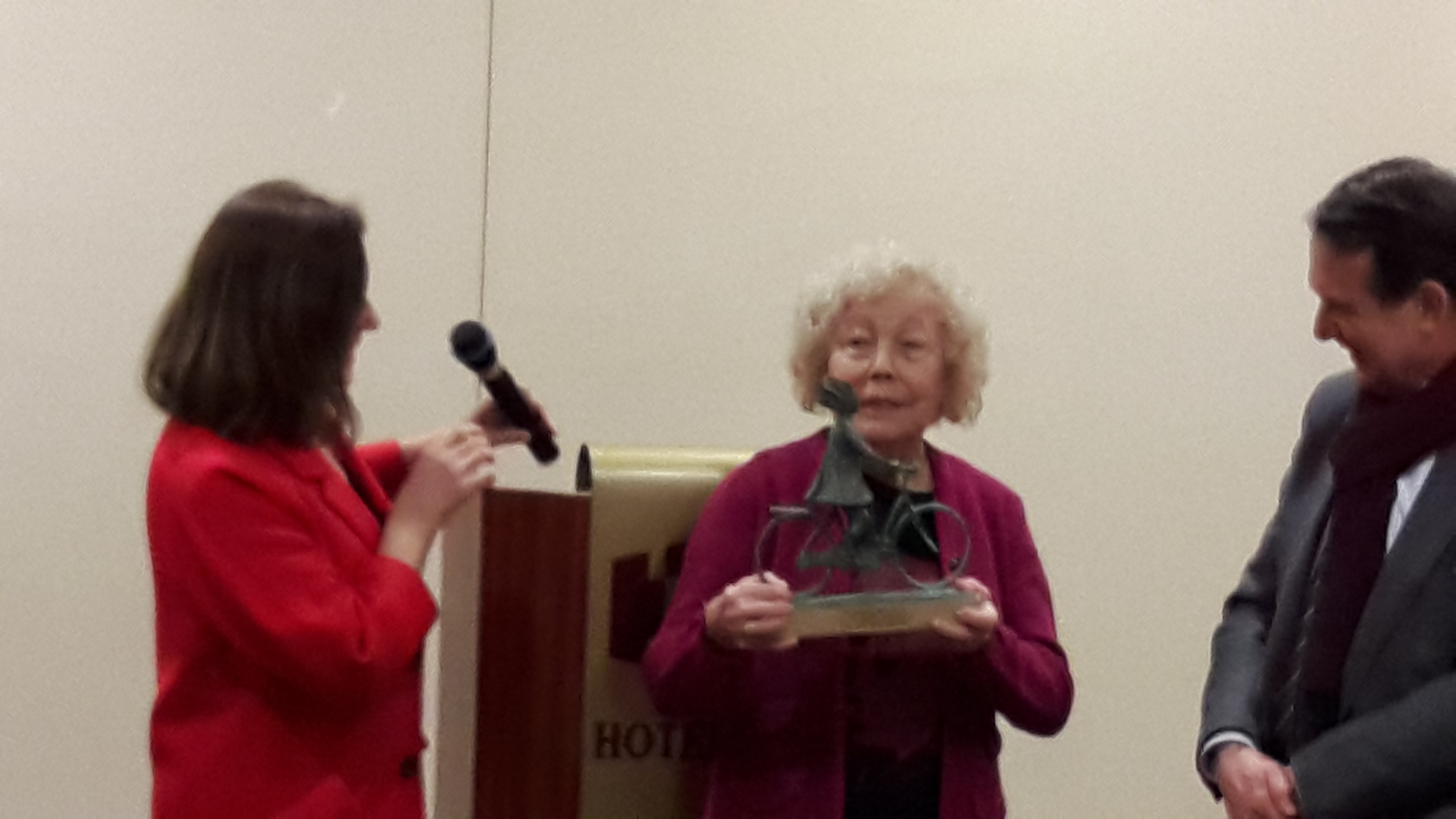
Entrega del Premi d'Igualtat Ernestina Otero, a Vigo.

- Finalista del Premi Álvaro Cunqueiro l'any 1989 amb Antigona, a forza do sangue.
- Premi de la Xunta de Galícia pel guió cinematogràfic Prisciliano.
- Va ser nomenada membre d'honor de l'AELG l'any 1998.[7]
- També el 1998, es va inaugurar a Vigo el Parc Escriptora María Xosé Queizán.[7] El novembre de 2017 s'hi va inaugurar una escultura de l'escriptora, titulada Fulgor, obra de Juan Salgueiro.[20]
- Premi Veu de la Llibertat l'any 2011, atorgat pel PEN Clube de Galicia.
- Premi Germandat del Llibre de la Federació de Llibreters de Galícia l'any 2013, per la seva trajectòria.
- Premi Lois Peña Novo, el 2018.
- Reconeixement del feminisme gallec l'any 2018.[21][22]
- Premi Otero Pedrayo de 2018.[23]
- Premi Ernestina Otero a la Igualtat de 2019.[24]
- Premi a la Gala del Llibre Gallec 2019 de la Federació de Llibreries Gallegues.[25]
- Premi Laxeiro 2024.[26]